# Ditrichum subulatum
Ditrichum subulatum là một loài rêu trong họ Ditrichaceae. Loài này được Hampe mô tả khoa học đầu tiên năm 1867.